# Baum und Pferdgarten
Baum und Pferdgarten er et dansk modemærke, der blev grundlagt i København i 1999 af designerne Rikke Baumgarten og Helle Hestehave. Mærket er kendt for at kombinere skandinavisk design med udtryksfulde prints, stærke farver og skræddersyede silhuetter. Designstilen beskrives ofte som en kombination af klassisk minimalisme og legende æstetik.

## Historie
Baumgarten og Hestehave mødte hinanden under deres studier på Det Kongelige Danske Kunstakademis Designskole, og begyndte kort efter et samarbejde i Nørrebro-kvarteret i København.
I 2009 oplevede virksomheden økonomiske udfordringer, hvilket førte til, at brødrene Teis og Bjørn Werring Bruun investerede i selskabet og blev medejere. I 2019 solgte ejerne 51 % af virksomheden til den svenske kapitalfond Verdane. Ifølge CVR fremgår det, at Teis Werring Bruun fortsat er direktør og medejer, mens Baumgarten og Hestehave har en mindre ejerandel.
Virksomhedens hovedkontor ligger på Amaliegade i indre København. I februar 2010 åbnede Baum und Pferdgarten sin flagskibsbutik på Vognmagergade, som blev designet i samarbejde med de danske kreative bureauer Femmes Regionales og All The Way To Paris.

## Profil og distribution
Baum und Pferdgartens kollektioner sælges i over 30 lande via mere end 400 forhandlere, samt gennem brandets egen webshop. I 2025 blev virksomheden fremhævet i dagbladet Børsen som et af de få danske modehuse, der konsekvent skaber overskud – med en rapporteret årsindtjening på over 23 millioner kroner.
Gennem et interview har Helle Hestehave og Rikke Baumgarten udtalt, at de ønsker at fremme en inkluderende tilgang og være åbne over for diversitet i alder, kropstype, køn og etnicitet. Under COVID-19-pandemien lancerede virksomheden det digitale kunstinitiativ Back to Back Artist Collaboration, hvor syv yngre kunstnere udstillede værker inspireret af Jane Freilicher og Jane Wilson i et online galleri.

## Kollektioner
Efterår/Vinter 2025 – Heartbeats':  
Kollektionen blev præsenteret i en rå parkeringskælder med store, oppustelige røde hjerter. Med referencer til blandt andre Alexa Chung og Dronning Elizabeth IIs landlige stil, omfattede kollektionen både skræddersyede jakkesæt, pailletter og praktisk overtøj.

## Samarbejder
I 2024 indgik Baum und Pferdgarten et samarbejde med det amerikanske sneakerbrand Etonic. Kollektionen inkluderede redesignede versioner af modellerne Kendrai og Dropshot i farver som Silver Lake Blue og Rum Raisin. Skoene blev vist på mærkets efterår/vinter 2024-catwalk og lanceret online i september samme år.